# 1847.
◄ | 18. stoljeće | 19. stoljeće | 20. stoljeće | ►
◄ | 1810-ih | 1820-ih | 1830-ih | 1840-ih | 1850-ih | 1860-ih | 1870-ih | ►
◄◄ | ◄ | 1844. | 1845. | 1846. | 1847. | 1848. | 1849. | 1850. | ► | ►►
Arhitektura • Astronomija • Biologija • Fotografija • Glazba • Kazalište • Kemija • Kiparstvo • Knjige • Književnost • Kršćanstvo • Meteorologija • Medicina • Politika • Pravo • Promet • Slikarstvo • Šport • Znanost • Željeznički promet

## Događaji
- 13. ožujka – u Zadru je obavljena prva operacija uz etersku narkozu na hrvatskom tlu, samo pet mjeseci nakon tog svjetskog događaja, a dva do tri mjeseca nakon Londona, Pariza i Beča.
- Na prijedlog Ivana Kukuljevića Sakcinskog u Hrvatskom saboru hrvatski jezik postaje službeni jezik u Hrvatskoj

## Rođenja

### Siječanj – ožujak
- 1. veljače – Hugo von Hofmannsthal, austrijski književnik († 1929.)
- 12. veljače – Thomas Alva Edison, američki izumitelj († 1931.)
- 3. ožujka – Alexander Graham Bell, američki fizičar i izumitelj škotskog porijekla († 1922.)
- 17. ožujka – Jovan Paču, srpski skladatelj i pijanist († 1902.)

### Travanj – lipanj
- 10. travnja – Joseph Pulitzer, američki novinar i publicist († 1911.)

### Srpanj – rujan
- 14. srpnja – Josip Kašman, hrvatski operni pjevač († 1925.)
- 5. rujna – Marija Jambrišak, hrvatska prosvjetna djelatnica i književnica († 1937.)

### Listopad – prosinac
- 2. listopada – Paul von Hindenburg, njemački general i državnik († 1934.)
- 9. listopada - Luise Hummel, austrijska pedagoginja († 1917.)

## Smrti
- 15. svibnja – Daniel O'Connell, irski političar (* 1775.)
- 4. studenog – Felix Mendelssohn Bartholdy, njemački skladatelj (* 1809.)

## Vanjske poveznice
|  | Zajednički poslužitelj ima još gradiva o temi 1847. |